# Urospatha antisylleptica
Urospatha antisylleptica är en kallaväxtart som beskrevs av Richard Evans Schultes. Urospatha antisylleptica ingår i släktet Urospatha och familjen kallaväxter.
Artens utbredningsområde är Colombia. Inga underarter finns listade.